# 2000 en els vols espacials
Aquest article és una llista d'esdeveniments de vols espacials relacionats de l'any el 2000.

## Llançaments
| Data i hora (UTC)    | Coet | Coet                                                    | Plataforma de llançament                                       | Plataforma de llançament                             | LSP                                                 | LSP                                                 |
| -------------------- | --- | ------------------------------------------------------- | -------------------------------------------------------------- | ---------------------------------------------------- | --------------------------------------------------- | --------------------------------------------------- |
| Data i hora (UTC)    | Càrrega útil | Operador                                                | Òrbita                                                         | Funció                                               | Deteriorament (UTC)                                 | Resultat                                            |
| Data i hora (UTC)    | Comentaris |                                                         |                                                                |                                                      |                                                     |                                                     |
| Gener                | |                                                         |                                                                |                                                      |                                                     |                                                     |
| 21 de gener 01:03    | Estats Units - Atlas IIA | Estats Units - Atlas IIA                                | Estats Units - Cape Canaveral SLC-36A                          | Estats Units - Cape Canaveral SLC-36A                | Estats Units                                        | Estats Units                                        |
| 21 de gener 01:03    | Estats Units - USA-148 (DSCS III B-8) | Força Aèria dels Estats Units d'Amèrica                 | Geosíncrona                                                    | Comunicacions                                        | En òrbita                                           | Operacional                                         |
| 25 de gener 01:04    | Europa - Ariane 4 42L | Europa - Ariane 4 42L                                   | França - Kourou ELA-2                                          | França - Kourou ELA-2                                | França - Arianespace                                | França - Arianespace                                |
| 25 de gener 01:04    | Estats Units - Galaxy 10R | PanAmSat                                                | Geosíncrona                                                    | Comunicacions                                        | En òrbita                                           | Operacional                                         |
| 25 de gener 16:45    | Xina - Long March 3A | Xina - Long March 3A                                    | Xina - Xichang LC-2                                            | Xina - Xichang LC-2                                  | Xina                                                | Xina                                                |
| 25 de gener 16:45    | Xina - Feng Huo 1 | CAST                                                    | Geosíncrona                                                    | Comunicacions                                        | En òrbita                                           | Operacional                                         |
| 27 de gener 03:03    | Estats Units - Minotaur I | Estats Units - Minotaur I                               | Estats Units - Vandenberg SLC-8                                | Estats Units - Vandenberg SLC-8                      | Estats Units - Orbital Sciences                     | Estats Units - Orbital Sciences                     |
| 27 de gener 03:03    | Estats Units - JAWSAT | Weber State/USAF Academy                                | Òrbita baixa                                                   | Investigació de Plasma                               | En òrbita                                           | Operacional                                         |
| 27 de gener 03:03    | Estats Units - OCSE | Força Aèria dels Estats Units d'Amèrica                 | Òrbita baixa                                                   | Calibratge làser                                     | 3 de març 2001                                      | Reeixit                                             |
| 27 de gener 03:03    | Estats Units - OPAL | Stanford                                                | Òrbita baixa                                                   | Desplegament de picosats                             | En òrbita                                           | Reeixit                                             |
| 27 de gener 03:03    | Estats Units - FalconSat | USAF Academy                                            | Òrbita baixa                                                   | Demostració tecnològica                              | En òrbita                                           | Operacional                                         |
| 27 de gener 03:03    | Estats Units - ASUSAT | Arizona State                                           | Òrbita baixa                                                   | Imatgeria/Comunicacions                              | En òrbita                                           | Operacional                                         |
| 27 de gener 03:03    | Estats Units - Picosat 1/2 | DARPA                                                   | Òrbita baixa                                                   | Desenvolupament tecnològic                           | En òrbita                                           | Operacional                                         |
| 27 de gener 03:03    | Estats Units - Thelma | Santa Clara                                             | Òrbita baixa                                                   |                                                      | En òrbita                                           | Error del vehicle                                   |
| 27 de gener 03:03    | Estats Units - Louise | Santa Clara                                             | Òrbita baixa                                                   |                                                      | En òrbita                                           | Error del vehicle                                   |
| 27 de gener 03:03    | Estats Units - JAK | Santa Clara                                             | Òrbita baixa                                                   |                                                      | En òrbita                                           | Error del vehicle                                   |
| 27 de gener 03:03    | Estats Units - STENSAT | AMSAT                                                   | Òrbita baixa                                                   | Comunicacions                                        | En òrbita                                           | Error del vehicle                                   |
| 27 de gener 03:03    | Vol inaugural del Minotaur I Thelma, Louise, JAK, i STENSAT van fallar en posar-se en contacte amb terra després de la implementació de la OPAL Thelma & Louise van ser desplegats el 12 de febrer, JAK & STENSAT l'11 de febrer Els picosats també es van desplegar a partir de OPAL a les 03:34 UTC del 7 de febrer |                                                         |                                                                |                                                      |                                                     |                                                     |
| Febrer               | |                                                         |                                                                |                                                      |                                                     |                                                     |
| 1 de febrer 06:47    | Rússia - Soiuz-U | Rússia - Soiuz-U                                        | Kazakhstan - Baikonur Site 1/5                                 | Kazakhstan - Baikonur Site 1/5                       | Rússia - Roskosmos                                  | Rússia - Roskosmos                                  |
| 1 de febrer 06:47    | Rússia - Progress M1-1 | Roskosmos                                               | Òrbita baixa (Mir)                                             | Logística                                            | 26 d'abril 19:27                                    | Reeixit                                             |
| 1 de febrer 06:47    | Vol inaugural del Progress-M1 |                                                         |                                                                |                                                      |                                                     |                                                     |
| 3 de febrer 09:26    | Ucraïna - Zenit-2 | Ucraïna - Zenit-2                                       | Kazakhstan - Baikonur Site 45/1                                | Kazakhstan - Baikonur Site 45/1                      |                                                     |                                                     |
| 3 de febrer 09:26    | Rússia - Kosmos 2369 (Tselina-2) | MO RF                                                   | Òrbita baixa                                                   | ELINT                                                | En òrbita                                           | Operacional                                         |
| 3 de febrer 23:30    | Estats Units - Atlas IIAS | Estats Units - Atlas IIAS                               | Estats Units - Cape Canaveral SLC-36B                          | Estats Units - Cape Canaveral SLC-36B                | Rússia Estats Units - International Launch Services | Rússia Estats Units - International Launch Services |
| 3 de febrer 23:30    | Espanya - Hispasat 1C | Hispasat                                                | Geosíncrona                                                    | Comunicacions                                        | En òrbita                                           | Operacional                                         |
| 8 de febrer 21:24    | Estats Units - Delta II 7420-10C | Estats Units - Delta II 7420-10C                        | Estats Units - Cape Canaveral SLC-17B                          | Estats Units - Cape Canaveral SLC-17B                | Estats Units - Boeing IDS                           | Estats Units - Boeing IDS                           |
| 8 de febrer 21:24    | Estats Units - Globalstar 63 | Globalstar                                              | Òrbita baixa                                                   | Comunicacions                                        | En òrbita                                           | Operacional                                         |
| 8 de febrer 21:24    | Estats Units - Globalstar 62 | Globalstar                                              | Òrbita baixa                                                   | Comunicacions                                        | En òrbita                                           | Operacional                                         |
| 8 de febrer 21:24    | Estats Units - Globalstar 64 | Globalstar                                              | Òrbita baixa                                                   | Comunicacions                                        | En òrbita                                           | Operacional                                         |
| 8 de febrer 21:24    | Estats Units - Globalstar 60 | Globalstar                                              | Òrbita baixa                                                   | Comunicacions                                        | En òrbita                                           | Operacional                                         |
| 8 de febrer 23:00    | RússiaSoyuz-U/Fregat | RússiaSoyuz-U/Fregat                                    | Kazakhstan - Baikonur Site 31/6                                | Kazakhstan - Baikonur Site 31/6                      | Europa Rússia - Starsem                             | Europa Rússia - Starsem                             |
| 8 de febrer 23:00    | Europa - IRDT | ESA                                                     | Òrbita baixa                                                   | Recoverable experiments                              | 9 de febrer                                         | Error parcial                                       |
| 8 de febrer 23:00    | Rússia - Gruzovoy Maket | Làvotxkin                                               | Òrbita baixa                                                   | Repetitiu                                            | En òrbita                                           | Reeixit                                             |
| 8 de febrer 23:00    | El dany a l'escut tèrmic inflable del IRDT va permetre un aterrament a massa velocitat danyant la nau espacial |                                                         |                                                                |                                                      |                                                     |                                                     |
| 10 de febrer 01:30   | Japó - M-V | Japó - M-V                                              | Japó - Uchinoura                                               | Japó - Uchinoura                                     | Japó - ISAS                                         | Japó - ISAS                                         |
| 10 de febrer 01:30   | Japó - ASTRO-E | ISAS                                                    | Destinat: Òrbita baixa                                         | Astronomia                                           | 10 de febrer                                        | Error de llançament                                 |
| 10 de febrer 01:30   | Pèrdua de control durant l'impuls de la primera etapa |                                                         |                                                                |                                                      |                                                     |                                                     |
| 11 de febrer 17:43   | Estats Units Transbordador espacial Endeavour | Estats Units Transbordador espacial Endeavour           | Estats Units - Kennedy LC-39A                                  | Estats Units - Kennedy LC-39A                        | Estats Units - United Space Alliance                | Estats Units - United Space Alliance                |
| 11 de febrer 17:43   | Estats Units - STS-99 | NASA                                                    | Òrbita baixa                                                   | Topografia de radar                                  | 22 de febrer                                        | Reeixit                                             |
| 11 de febrer 17:43   | Vol espacial orbital tripulat amb sis astronautes Shuttle Radar Topography Mission |                                                         |                                                                |                                                      |                                                     |                                                     |
| 12 de febrer 09:10   | Rússia - Proton-K/DM-2M | Rússia - Proton-K/DM-2M                                 | Kazakhstan - Baikonur Site 81/23                               | Kazakhstan - Baikonur Site 81/23                     | Rússia Estats Units - International Launch Services | Rússia Estats Units - International Launch Services |
| 12 de febrer 09:10   | Garuda 1 | ACeS                                                    | Geosíncrona                                                    | Comunicacions                                        | En òrbita                                           | Operacional                                         |
| 18 de febrer 01:04   | Europa - Ariane 4 44LP | Europa - Ariane 4 44LP                                  | França - Kourou ELA-2                                          | França - Kourou ELA-2                                | França - Arianespace                                | França - Arianespace                                |
| 18 de febrer 01:04   | Japó - Superbird B2 | SCC                                                     | Geosíncrona                                                    | Comunicacions                                        | En òrbita                                           | Operacional                                         |
| Març                 | |                                                         |                                                                |                                                      |                                                     |                                                     |
| 12 de març 04:07     | Rússia - Proton-K/DM-2M | Rússia - Proton-K/DM-2M                                 | Kazakhstan - Baikonur Site 200/39                              | Kazakhstan - Baikonur Site 200/39                    | Rússia                                              | Rússia                                              |
| 12 de març 04:07     | Rússia - Ekspress 6A | Intersputnik                                            | Geosíncrona                                                    | Comunicacions                                        | En òrbita                                           | Operacional                                         |
| 12 de març 09:29     | Estats Units - Taurus 1110 | Estats Units - Taurus 1110                              | Estats Units - Vandenberg LC-576E                              | Estats Units - Vandenberg LC-576E                    | Estats Units - Orbital Sciences                     | Estats Units - Orbital Sciences                     |
| 12 de març 09:29     | Estats Units - MTI | Força Aèria dels Estats Units d'Amèrica/Sandia          | Òrbita baixa                                                   | Reconeixement                                        | En òrbita                                           | Operacional                                         |
| 12 de març 14:19     | Ucraïna - Zenit-3SL | Ucraïna - Zenit-3SL                                     | Noruega - Ocean Odyssey                                        | Noruega - Ocean Odyssey                              | Nacions Unides - Sea Launch                         | Nacions Unides - Sea Launch                         |
| 12 de març 14:19     | Estats Units - ICO F1 | ICO                                                     | Destinat: Òrbita mitjana                                       | Comunicacions                                        | 12 de març                                          | Error de llançament                                 |
| 12 de març 14:19     | Un error de programació va permetre una separació de la segona etapa prematura |                                                         |                                                                |                                                      |                                                     |                                                     |
| 20 de març 18:28     | Rússia - Soiuz-U/Fregat | Rússia - Soiuz-U/Fregat                                 | Kazakhstan - Baikonur Site 31/6                                | Kazakhstan - Baikonur Site 31/6                      | Europa Rússia - Starsem                             | Europa Rússia - Starsem                             |
| 20 de març 18:28     | Europa Rússia - Dumsat | Starsem                                                 | Òrbita mitjana                                                 | Repetitiu                                            | En òrbita                                           | Reeixit                                             |
| 21 de març 23:28     | Europa - Ariane 5G | Europa - Ariane 5G                                      | França - Kourou ELA-3                                          | França - Kourou ELA-3                                | França - Arianespace                                | França - Arianespace                                |
| 21 de març 23:28     | Estats Units - AsiaStar | 1worldspace                                             | Geosíncrona                                                    | Comunicacions                                        | En òrbita                                           | Operacional                                         |
| 21 de març 23:28     | Índia - INSAT 3B | ISRO                                                    | Geosíncrona                                                    | Comunicacions                                        | En òrbita                                           | Operacional                                         |
| 25 de març 20:34     | Estats Units - Delta II 7326-9.5 | Estats Units - Delta II 7326-9.5                        | Estats Units - Vandenberg SLC-2W                               | Estats Units - Vandenberg SLC-2W                     | Estats Units - Boeing IDS                           | Estats Units - Boeing IDS                           |
| 25 de març 20:34     | Estats Units - IMAGE | NASA                                                    | Òrbita alta                                                    | Investigació d'aurores                               | En òrbita                                           | Operacional                                         |
| Abril                | |                                                         |                                                                |                                                      |                                                     |                                                     |
| 4 d'abril 05:01      | Rússia - Soiuz-U | Rússia - Soiuz-U                                        | Kazakhstan - Baikonur Site 1/5                                 | Kazakhstan - Baikonur Site 1/5                       | Rússia - Roskosmos                                  | Rússia - Roskosmos                                  |
| 4 d'abril 05:01      | Rússia - Soiuz TM-30 | Roskosmos                                               | Òrbita baixa (Mir)                                             | Mir EO-28                                            | 16 de juny 00:34                                    | Reeixit                                             |
| 4 d'abril 05:01      | Vol espacial orbital tripulat amb dos cosmonautes Vol tripulat final de l'estació espacial Mir |                                                         |                                                                |                                                      |                                                     |                                                     |
| 17 d'abril 21:06     | Rússia - Proton-K/DM-2M | Rússia - Proton-K/DM-2M                                 | Kazakhstan - Baikonur Site 200/39                              | Kazakhstan - Baikonur Site 200/39                    | Rússia Estats Units - International Launch Services | Rússia Estats Units - International Launch Services |
| 17 d'abril 21:06     | França - SESAT 1 | Eutelsat                                                | Geosíncrona                                                    | Comunicacions                                        | En òrbita                                           | Operacional                                         |
| 19 d'abril 00:29     | Europa - Ariane 4 42L | Europa - Ariane 4 42L                                   | França - Kourou ELA-2                                          | França - Kourou ELA-2                                | França - Arianespace                                | França - Arianespace                                |
| 19 d'abril 00:29     | Estats Units - Galaxy 4R | PanAmSat                                                | Geosíncrona                                                    | Comunicacions                                        | En òrbita                                           | Operacional                                         |
| 25 d'abril 20:08     | Rússia - Soiuz-U | Rússia - Soiuz-U                                        | Kazakhstan - Baikonur Site 1/5                                 | Kazakhstan - Baikonur Site 1/5                       | Rússia - Roskosmos                                  | Rússia - Roskosmos                                  |
| 25 d'abril 20:08     | Rússia - Progress M1-2 | Roskosmos                                               | Òrbita baixa (Mir)                                             | Logística                                            | 15 d'octubre                                        | Reeixit                                             |
| Maig                 | |                                                         |                                                                |                                                      |                                                     |                                                     |
| 3 de maig 07:07      | Estats Units - Atlas IIA | Estats Units - Atlas IIA                                | Estats Units - Cape Canaveral SLC-36A                          | Estats Units - Cape Canaveral SLC-36A                | Estats Units                                        | Estats Units                                        |
| 3 de maig 07:07      | Estats Units - GOES-11 (GOES-L) | NOAA/NASA                                               | Geoestacionària                                                | Satèl·lit climàtic                                   | En òrbita                                           | Operacional                                         |
| 3 de maig 13:25      | Rússia - Soiuz-U | Rússia - Soiuz-U                                        | Kazakhstan - Baikonur Site 1/5                                 | Kazakhstan - Baikonur Site 1/5                       | Rússia                                              | Rússia                                              |
| 3 de maig 13:25      | Rússia - Kosmos 2370 | MO RF                                                   | Òrbita baixa                                                   | Reconeixement                                        | 3 de maig 2001                                      | Reeixit                                             |
| 8 de maig 16:01      | Estats Units - Titan IVB (402)/IUS | Estats Units - Titan IVB (402)/IUS                      | Estats Units - Cape Canaveral SLC-40                           | Estats Units - Cape Canaveral SLC-40                 | Estats Units - Lockheed Martin                      | Estats Units - Lockheed Martin                      |
| 8 de maig 16:01      | Estats Units - USA-149 (DSP-20) | Força Aèria dels Estats Units d'Amèrica                 | Geosíncrona                                                    | Alerta primerenca                                    | En òrbita                                           | Operacional                                         |
| 11 de maig 01:48     | Estats Units - Delta II 7925-9.5 | Estats Units - Delta II 7925-9.5                        | Estats Units - Cape Canaveral SLC-17A                          | Estats Units - Cape Canaveral SLC-17A                | Estats Units - Boeing IDS                           | Estats Units - Boeing IDS                           |
| 11 de maig 01:48     | Estats Units - USA-150 (GPS IIR-4) | Força Aèria dels Estats Units d'Amèrica                 | Òrbita mitjana                                                 | Navegació                                            | En òrbita                                           | Operacional                                         |
| 16 de maig 08:27     | Rússia - Rókot/Briz-KM | Rússia - Rókot/Briz-KM                                  | Rússia - Plesetsk Site 133/3                                   | Rússia - Plesetsk Site 133/3                         | Europa Rússia - Eurockot                            | Europa Rússia - Eurockot                            |
| 16 de maig 08:27     | Europa Rússia - Simsat-1 (IKA-1) | Eurockot                                                | Òrbita baixa                                                   | Repetitiu                                            | En òrbita                                           | Reeixit                                             |
| 16 de maig 08:27     | Europa Rússia - Simsat-2 (IKA-2) | Eurockot                                                | Òrbita baixa                                                   | Repetitiu                                            | En òrbita                                           | Reeixit                                             |
| 19 de maig 10:11     | Estats Units - Transbordador espacial Atlantis | Estats Units - Transbordador espacial Atlantis          | Estats Units - Kennedy LC-39A                                  | Estats Units - Kennedy LC-39A                        | Estats Units - United Space Alliance                | Estats Units - United Space Alliance                |
| 19 de maig 10:11     | Estats Units - STS-101 | NASA                                                    | Òrbita baixa (ISS)                                             | Acoblament de la ISS                                 | 29 de maig 06:20                                    | Reeixit                                             |
| 19 de maig 10:11     | Estats Units - Spacehab Double Module | NASA/Spacehab                                           | Òrbita baixa (Atlantis)                                        | Logística                                            | 29 de maig 06:20                                    | Reeixit                                             |
| 19 de maig 10:11     | Vol espacial orbital tripulat amb set astronautes |                                                         |                                                                |                                                      |                                                     |                                                     |
| 24 de maig 23:10     | Estats Units - Atlas IIIA | Estats Units - Atlas IIIA                               | Estats Units - Cape Canaveral SLC-36B                          | Estats Units - Cape Canaveral SLC-36B                | Rússia Estats Units - International Launch Services | Rússia Estats Units - International Launch Services |
| 24 de maig 23:10     | França - Eutelsat W4 | Eutelsat                                                | Geosíncrona                                                    | Comunicacions                                        | En òrbita                                           | Operacional                                         |
| 24 de maig 23:10     | vol inaugural del Atlas IIIA |                                                         |                                                                |                                                      |                                                     |                                                     |
| Juny                 | |                                                         |                                                                |                                                      |                                                     |                                                     |
| 6 de juny 02:59      | Rússia - Proton-K/Briz-M | Rússia - Proton-K/Briz-M                                | Kazakhstan - Baikonur Site 81/24                               | Kazakhstan - Baikonur Site 81/24                     | Rússia Estats Units - International Launch Services | Rússia Estats Units - International Launch Services |
| 6 de juny 02:59      | Rússia - Gorizont 45 | Kos Svya                                                | Geosíncrona                                                    | Comunicacions                                        | En òrbita                                           | Operacional                                         |
| 7 de juny 13:19      | Estats Units - Pegasus-XL | Estats Units - Pegasus-XL                               | Estats Units - Stargazer, Vandenberg                           | Estats Units - Stargazer, Vandenberg                 | Orbital Sciences                                    | Orbital Sciences                                    |
| 7 de juny 13:19      | Estats Units Regne Unit - TSX-5 | Força Aèria dels Estats Units d'Amèrica/Royal Air Force | Òrbita baixa                                                   | Reconeixement                                        | En òrbita                                           | Operacional                                         |
| 24 de juny 00:28     | Rússia - Proton-K/DM-2M | Rússia - Proton-K/DM-2M                                 | Kazakhstan - Baikonur Site 200/39                              | Kazakhstan - Baikonur Site 200/39                    | Rússia                                              | Rússia                                              |
| 24 de juny 00:28     | Rússia - Ekspress 3A | Intersputnik                                            | Geosíncrona                                                    | Comunicacions                                        | En òrbita                                           | Operacional                                         |
| 25 de juny 11:50     | Xina - Long March 3 | Xina - Long March 3                                     | Xina - Xichang LC-1                                            | Xina - Xichang LC-1                                  | Xina                                                | Xina                                                |
| 25 de juny 11:50     | Xina - Feng Yun 2B | CASC                                                    | Geosíncrona                                                    | Satèl·lit climàtic                                   | En òrbita                                           | Operacional                                         |
| 25 de juny 11:50     | vol final del Long March 3 |                                                         |                                                                |                                                      |                                                     |                                                     |
| 28 de juny 10:37     | Rússia - Kosmos-3M | Rússia - Kosmos-3M                                      | Rússia - Plesetsk Site 132/1                                   | Rússia - Plesetsk Site 132/1                         | Rússia                                              | Rússia                                              |
| 28 de juny 10:37     | Rússia - Nadezhda | MO RF                                                   | Heliosíncrona                                                  | Navegació                                            | En òrbita                                           | Operacional                                         |
| 28 de juny 10:37     | Xina - Tsinghua | Tsinghua                                                | Heliosíncrona                                                  | Desenvolupament tecnològic                           | En òrbita                                           | Operacional                                         |
| 28 de juny 10:37     | Regne Unit - SNAP 1 | Surrey Satellite Technology                             | Heliosíncrona                                                  | Desenvolupament tecnològic                           | En òrbita                                           | Operacional                                         |
| 30 de juny 12:56     | Estats Units - Atlas IIA | Estats Units - Atlas IIA                                | Estats Units - Cape Canaveral SLC-36A                          | Estats Units - Cape Canaveral SLC-36A                | Estats Units                                        | Estats Units                                        |
| 30 de juny 12:56     | Estats Units - TDRS-H (TDRS-8) | NASA                                                    | Geosíncrona                                                    | Comunicacions                                        | En òrbita                                           | Operacional                                         |
| 30 de juny 12:56     | Primer satèl·lit TDRS avançat |                                                         |                                                                |                                                      |                                                     |                                                     |
| 30 de juny 22:08     | Rússia - Proton-K/DM-2M | Rússia - Proton-K/DM-2M                                 | Kazakhstan - Baikonur Site 81/24                               | Kazakhstan - Baikonur Site 81/24                     | Rússia Estats Units - International Launch Services | Rússia Estats Units - International Launch Services |
| 30 de juny 22:08     | Estats Units - Radiosat 1 | Sirius                                                  | Tundra                                                         | Comunicacions                                        | En òrbita                                           | Operacional                                         |
| Juliol               | |                                                         |                                                                |                                                      |                                                     |                                                     |
| 4 de juliol 23:44    | Rússia - Proton-K/DM-2 | Rússia - Proton-K/DM-2                                  | Kazakhstan - Baikonur Site 200/39                              | Kazakhstan - Baikonur Site 200/39                    | Rússia                                              | Rússia                                              |
| 4 de juliol 23:44    | Rússia - Kosmos 2371 | MO SSSR                                                 | Geosíncrona                                                    | Comunicacions                                        | En òrbita                                           | Operacional                                         |
| 12 de juliol 04:56   | Rússia - Proton-K | Rússia - Proton-K                                       | Kazakhstan - Baikonur Site 81/23                               | Kazakhstan - Baikonur Site 81/23                     | Rússia - Roskosmos                                  | Rússia - Roskosmos                                  |
| 12 de juliol 04:56   | Nacions Unides - Zvezda | Roskosmos                                               | Òrbita baixa (ISS)                                             | Component de la ISS (Estació espacial internacional) | En òrbita                                           | Operacional                                         |
| 12 de juliol 04:56   | Vol de la ISS 1R |                                                         |                                                                |                                                      |                                                     |                                                     |
| 14 de juliol 05:21   | Estats Units - Atlas IIAS | Estats Units - Atlas IIAS                               | Estats Units - Cape Canaveral SLC-36B                          | Estats Units - Cape Canaveral SLC-36B                | Rússia Estats Units - International Launch Services | Rússia Estats Units - International Launch Services |
| 14 de juliol 05:21   | Estats Units - Echostar 6 | EchoStar                                                | Geosíncrona                                                    | Comunicacions                                        | En òrbita                                           | Operacional                                         |
| 15 de juliol 12:00   | Rússia - Kosmos-3M | Rússia - Kosmos-3M                                      | Rússia - Plesetsk Site 132/1                                   | Rússia - Plesetsk Site 132/1                         | Rússia                                              | Rússia                                              |
| 15 de juliol 12:00   | Itàlia - MITA | ASI                                                     | Òrbita baixa                                                   | Detecció de partícules                               | 15 d'agost 2001                                     | Reeixit                                             |
| 15 de juliol 12:00   | Alemanya - CHAMP | DLR                                                     | Òrbita baixa                                                   | Geofísica                                            | 19 de setembre 2010 09:43                           | Reeixit                                             |
| 15 de juliol 12:00   | Alemanya - Rubin | OHB-System                                              | Òrbita baixa                                                   | Monitorar el coet transportador                      | 30 d'agost 2001                                     | Reeixit                                             |
| 16 de juliol 09:17   | Estats Units - Delta II 7925-9.5 | Estats Units - Delta II 7925-9.5                        | Estats Units - Cape Canaveral SLC-17A                          | Estats Units - Cape Canaveral SLC-17A                | Estats Units - Boeing IDS                           | Estats Units - Boeing IDS                           |
| 16 de juliol 09:17   | Estats Units - USA-151 (GPS IIR-5) | Força Aèria dels Estats Units d'Amèrica                 | Òrbita mitjana                                                 | Navegació                                            | En òrbita                                           | Operacional                                         |
| 16 de juliol 12:39   | Rússia - Soiuz-U/Fregat | Rússia - Soiuz-U/Fregat                                 | Kazakhstan - Baikonur Site 31/6                                | Kazakhstan - Baikonur Site 31/6                      | Europa Rússia - Starsem                             | Europa Rússia - Starsem                             |
| 16 de juliol 12:39   | Europa - Samba | ESA                                                     | Òrbita alta                                                    | Investigació magnetosfèrica                          | En òrbita                                           | Operacional                                         |
| 16 de juliol 12:39   | Europa - Salsa | ESA                                                     | Òrbita alta                                                    | Investigació magnetosfèrica                          | En òrbita                                           | Operacional                                         |
| 16 de juliol 12:39   | Missió Cluster |                                                         |                                                                |                                                      |                                                     |                                                     |
| 19 de juliol 20:09   | Estats Units - Minotaur I | Estats Units - Minotaur I                               | Estats Units - Vandenberg SLC-8                                | Estats Units - Vandenberg SLC-8                      | Estats Units - Orbital Sciences                     | Estats Units - Orbital Sciences                     |
| 19 de juliol 20:09   | Estats Units - Mightysat 2.1 (Sindri) | Força Aèria dels Estats Units d'Amèrica/DARPA           | Òrbita baixa                                                   | Reconeixement                                        | 11 de desembre 2002                                 | Reeixit                                             |
| 19 de juliol 20:09   | Estats Units - Picosat 7/8 | Força Aèria dels Estats Units d'Amèrica                 | Òrbita baixa                                                   | Desenvolupament tecnològic                           | 7 de novembre 2002                                  | Reeixit                                             |
| 28 de juliol 22:42   | Ucraïna - Zenit-3SL | Ucraïna - Zenit-3SL                                     | Noruega - Ocean Odyssey                                        | Noruega - Ocean Odyssey                              | Nacions Unides - Sea Launch                         | Nacions Unides - Sea Launch                         |
| 28 de juliol 22:42   | Estats Units - PAS-9 | PanAmSat                                                | Geosíncrona                                                    | Comunicacions                                        | En òrbita                                           | Operacional                                         |
| Agost                | |                                                         |                                                                |                                                      |                                                     |                                                     |
| 6 d'agost 18:26      | Rússia - Soiuz-U | Rússia - Soiuz-U                                        | Kazakhstan - Baikonur Site 1/5                                 | Kazakhstan - Baikonur Site 1/5                       | Rússia - Roskomsos                                  | Rússia - Roskomsos                                  |
| 6 d'agost 18:26      | Rússia - Progress M1-3 | Roskosmos                                               | Òrbita baixa (ISS)                                             | Logística                                            | 1 de novembre 07:05                                 | Reeixit                                             |
| 6 d'agost 18:26      | Vol de la ISS 1P |                                                         |                                                                |                                                      |                                                     |                                                     |
| 9 d'agost 11:13      | Rússia - Soiuz-U/Fregat | Rússia - Soiuz-U/Fregat                                 | Kazakhstan - Baikonur Site 31/6                                | Kazakhstan - Baikonur Site 31/6                      | Europa Rússia - Starsem                             | Europa Rússia - Starsem                             |
| 9 d'agost 11:13      | Europa - Rumba | ESA                                                     | Òrbita alta                                                    | Investigació magnetosfèrica                          | En òrbita                                           | Operacional                                         |
| 9 d'agost 11:13      | Europa - Tango | ESA                                                     | Òrbita alta                                                    | Investigació magnetosfèrica                          | En òrbita                                           | Operacional                                         |
| 9 d'agost 11:13      | Missió Cluster |                                                         |                                                                |                                                      |                                                     |                                                     |
| 17 d'agost 23:16     | Europa - Ariane 4 44LP | Europa - Ariane 4 44LP                                  | França - Kourou ELA-2                                          | França - Kourou ELA-2                                | França - Arianespace                                | França - Arianespace                                |
| 17 d'agost 23:16     | Brasil - Brasilsat B4 | Embratel                                                | Geosíncrona                                                    | Comunicacions                                        | En òrbita                                           | Operacional                                         |
| 17 d'agost 23:16     | Egipte - Nilesat 102 | Nilesat                                                 | Geosíncrona                                                    | Comunicacions                                        | En òrbita                                           | Operacional                                         |
| 17 d'agost 23:45     | Estats Units - Titan IVB (403) | Estats Units - Titan IVB (403)                          | Estats Units - Vandenberg SLC-4E                               | Estats Units - Vandenberg SLC-4E                     | Estats Units - Lockheed Martin                      | Estats Units - Lockheed Martin                      |
| 17 d'agost 23:45     | Estats Units - USA-152 (Lacrosse 4) | NRO                                                     | Òrbita baixa                                                   | Reconeixement                                        | En òrbita                                           | Operacional                                         |
| 23 d'agost 11:05     | Estats Units - Delta III 8930 | Estats Units - Delta III 8930                           | Estats Units - Cape Canaveral SLC-17B                          | Estats Units - Cape Canaveral SLC-17B                | Estats Units - Boeing IDS                           | Estats Units - Boeing IDS                           |
| 23 d'agost 11:05     | Estats Units - DM-F3 | Boeing IDS                                              | Destinat: Transferència geoestacionària Actual: Òrbita mitjana | Repetitiu/Calibratge d'Objectiu                      | En òrbita                                           | Error parcial                                       |
| 23 d'agost 11:05     | La càrrega útil va ser col·locada en òrbita més baixa que l'esperada a causa de condicions atmosfèriques Vol final del Delta III |                                                         |                                                                |                                                      |                                                     |                                                     |
| 28 d'agost 20:08     | Rússia - Proton-K/DM-2 | Rússia - Proton-K/DM-2                                  | Kazakhstan - Baikonur Site 81/24                               | Kazakhstan - Baikonur Site 81/24                     | Rússia                                              | Rússia                                              |
| 28 d'agost 20:08     | Rússia - Raduga-1 | MO RF                                                   | Geosíncrona                                                    | Comunicacions                                        | En òrbita                                           | Operacional                                         |
| Setembre             | |                                                         |                                                                |                                                      |                                                     |                                                     |
| 1 de setembre 03:25  | Xina - Long March 4B | Xina - Long March 4B                                    | Xina - Taiyuan LC-1                                            | Xina - Taiyuan LC-1                                  | Xina                                                | Xina                                                |
| 1 de setembre 03:25  | Xina - Zi Yuan 2 | CAST                                                    | Òrbita baixa                                                   | Imatgeria                                            | En òrbita                                           | Operacional                                         |
| 5 de setembre 09:43  | Rússia - Proton-K/DM-2M | Rússia - Proton-K/DM-2M                                 | Kazakhstan - Baikonur Site 81/23                               | Kazakhstan - Baikonur Site 81/23                     | Rússia Estats Units - International Launch Services | Rússia Estats Units - International Launch Services |
| 5 de setembre 09:43  | Estats Units - Radiosat 2 | Sirius                                                  | Tundra                                                         | Comunicacions                                        | En òrbita                                           | Operacional                                         |
| 6 de setembre 22:23  | Europa - Ariane 4 44P | Europa - Ariane 4 44P                                   | França - Kourou ELA-2                                          | França - Kourou ELA-2                                | França - Arianespace                                | França - Arianespace                                |
| 6 de setembre 22:23  | França - Eutelsat W1 | Eutelsat                                                | Geosíncrona                                                    | Comunicacions                                        | En òrbita                                           | Operacional                                         |
| 8 de setembre 12:45  | Estats Units - Atlantis | Estats Units - Atlantis                                 | Estats Units - Kennedy LC-39B                                  | Estats Units - Kennedy LC-39B                        | Estats Units - United Space Alliance                | Estats Units - United Space Alliance                |
| 8 de setembre 12:45  | Estats Units - STS-106 | NASA                                                    | Òrbita baixa (ISS)                                             | Acoblament de la ISS                                 | 20 de setembre 07:56                                | Reeixit                                             |
| 8 de setembre 12:45  | Estats Units - Spacehab Double Module | NASA/Spacehab                                           | Òrbita baixa (Atlantis)                                        | Logística                                            | 20 de setembre 07:56                                | Reeixit                                             |
| 8 de setembre 12:45  | Vol espacial orbital amb set astronautes |                                                         |                                                                |                                                      |                                                     |                                                     |
| 14 de setembre 22:54 | Europa - Ariane 5G | Europa - Ariane 5G                                      | França - Kourou ELA-3                                          | França - Kourou ELA-3                                | França - Arianespace                                | França - Arianespace                                |
| 14 de setembre 22:54 | Luxemburg - Astra 2B | SES                                                     | Geosíncrona                                                    | Comunicacions                                        | En òrbita                                           | Operacional                                         |
| 14 de setembre 22:54 | Estats Units - GE 7 | GE Americom                                             | Geosíncrona                                                    | Comunicacions                                        | En òrbita                                           | Operacional                                         |
| 21 de setembre 10:22 | Estats Units - Titan II 23G | Estats Units - Titan II 23G                             | Estats Units - Vandenberg SLC-4W                               | Estats Units - Vandenberg SLC-4W                     | Estats Units - Lockheed Martin                      | Estats Units - Lockheed Martin                      |
| 21 de setembre 10:22 | Estats Units - NOAA-16 (NOAA-L) | NOAA/NASA                                               | Heliosíncrona                                                  | Satèl·lit climàtic                                   | En òrbita                                           | Operacional                                         |
| 25 de setembre 10:10 | Ucraïna - Zenit-2 | Ucraïna - Zenit-2                                       | Kazakhstan - Baikonur Site 45/1                                | Kazakhstan - Baikonur Site 45/1                      | Rússia                                              | Rússia                                              |
| 25 de setembre 10:10 | Rússia - Kosmos 2372 | MO RF                                                   | Òrbita baixa                                                   | Reconeixement                                        | 20 d'abril 2001                                     | Reeixit                                             |
| 26 de setembre 10:05 | Ucraïna - Dnepr | Ucraïna - Dnepr                                         | Kazakhstan - Baikonur Site 109/95                              | Kazakhstan - Baikonur Site 109/95                    | Rússia - ISC Kosmotras                              | Rússia - ISC Kosmotras                              |
| 26 de setembre 10:05 | Malàisia - Tiung SAT | ASTB                                                    | Òrbita baixa                                                   | Imatgeria de la Terra                                | En òrbita                                           | Operacional                                         |
| 26 de setembre 10:05 | MegSat-1 | MegSat                                                  | Òrbita baixa                                                   | Investigació                                         | En òrbita                                           | Operacional                                         |
| 26 de setembre 10:05 | UniSat | Universita degli Studi                                  | Òrbita baixa                                                   | Imatgeria de la Terra                                | En òrbita                                           | Operacional                                         |
| 26 de setembre 10:05 | Aràbia Saudita - SaudiSat 1A | SISR                                                    | Òrbita baixa                                                   | Comunicacions                                        | En òrbita                                           | Operacional                                         |
| 26 de setembre 10:05 | Aràbia Saudita - SaudiSat 1B | SISR                                                    | Òrbita baixa                                                   | Comunicacions                                        | En òrbita                                           | Operacional                                         |
| 29 de setembre 09:30 | Rússia - Soiuz-U | Rússia - Soiuz-U                                        | Kazakhstan - Baikonur Site 31/6                                | Kazakhstan - Baikonur Site 31/6                      | Rússia                                              | Rússia                                              |
| 29 de setembre 09:30 | Rússia - Kosmos 2375 | MO RF                                                   | Òrbita baixa                                                   | Cartografia                                          | 14 de novembre 22:53                                | Reeixit                                             |
| Octubre              | |                                                         |                                                                |                                                      |                                                     |                                                     |
| 1 d'octubre 22:00    | Rússia - Proton-K/DM-2M | Rússia - Proton-K/DM-2M                                 | Kazakhstan - Baikonur Site 81/23                               | Kazakhstan - Baikonur Site 81/23                     | Rússia Estats Units - International Launch Services | Rússia Estats Units - International Launch Services |
| 1 d'octubre 22:00    | Estats Units - Worldsat-1 | GE Americom                                             | Geosíncrona                                                    | Comunicacions                                        | En òrbita                                           | Operacional                                         |
| 6 d'octubre 23:00    | Europa - Ariane 4 42L | Europa - Ariane 4 42L                                   | França - Kourou ELA-2                                          | França - Kourou ELA-2                                | França - Arianespace                                | França - Arianespace                                |
| 6 d'octubre 23:00    | Japó - N-SAT-110 | SCC/JSAT                                                | Geosíncrona                                                    | Comunicacions                                        | En òrbita                                           | Operacional                                         |
| 9 d'octubre 05:38    | Estats Units - Pegasus-H | Estats Units - Pegasus-H                                | Illes Marshall - Kwajalein Atoll                               | Illes Marshall - Kwajalein Atoll                     | Estats Units - Orbital Sciences                     | Estats Units - Orbital Sciences                     |
| 9 d'octubre 05:38    | Estats Units - HETE-2 | NASA/MIT                                                | Òrbita baixa                                                   | Astronomia                                           | En òrbita                                           | Operacional                                         |
| 11 d'octubre 23:17   | Estats Units - Transbordador espacial Discovery | Estats Units - Transbordador espacial Discovery         | Estats Units - Kennedy LC-39A                                  | Estats Units - Kennedy LC-39A                        | Estats Units - United Space Alliance                | Estats Units - United Space Alliance                |
| 11 d'octubre 23:17   | Estats Units - STS-92 | NASA                                                    | Òrbita baixa (ISS)                                             | Acoblament de la ISS                                 | 24 d'octubre 22:00                                  | Reeixit                                             |
| 11 d'octubre 23:17   | Nacions Unides - Z-1 Truss | NASA                                                    | Òrbita baixa (ISS)                                             | Component de la ISS (Estació espacial internacional) | En òrbita                                           | Operacional                                         |
| 11 d'octubre 23:17   | Nacions Unides - PMA-3 | NASA                                                    | Òrbita baixa (ISS)                                             | Component de la ISS (Estació espacial internacional) | En òrbita                                           | Operacional                                         |
| 11 d'octubre 23:17   | Vol espacial orbital tripulat amb seven astronautes 100è vol del programa del transbordador espacial |                                                         |                                                                |                                                      |                                                     |                                                     |
| 13 d'octubre 14:12   | Rússia - Proton-K/DM-2 | Rússia - Proton-K/DM-2                                  | Kazakhstan - Baikonur Site 81/24                               | Kazakhstan - Baikonur Site 81/24                     | Rússia                                              | Rússia                                              |
| 13 d'octubre 14:12   | Rússia - Kosmos 2374 (GLONASS) | KNITs                                                   | Òrbita mitjana                                                 | Navegació                                            | En òrbita                                           | Operacional                                         |
| 13 d'octubre 14:12   | Rússia - Kosmos 2375 (GLONASS) | KNITs                                                   | Òrbita mitjana                                                 | Navegació                                            | En òrbita                                           | Operacional                                         |
| 13 d'octubre 14:12   | Rússia - Kosmos 2376 (GLONASS) | KNITs                                                   | Òrbita mitjana                                                 | Navegació                                            | En òrbita                                           | Operacional                                         |
| 16 d'octubre 21:27   | Rússia - Soiuz-U | Rússia - Soiuz-U                                        | Kazakhstan - Baikonur Site 1/5                                 | Kazakhstan - Baikonur Site 1/5                       | Rússia - Roskosmos                                  | Rússia - Roskosmos                                  |
| 16 d'octubre 21:27   | Rússia - Progress M-43 | Roskosmos                                               | Òrbita baixa (Mir)                                             | Logística                                            | 29 de gener 2001                                    | Reeixit                                             |
| 20 d'octubre 00:40   | Estats Units - Atlas IIA | Estats Units - Atlas IIA                                | Estats Units - Cape Canaveral SLC-36A                          | Estats Units - Cape Canaveral SLC-36A                | Estats Units                                        | Estats Units                                        |
| 20 d'octubre 00:40   | Estats Units - USA-153 (DSCS III B-11 | Força Aèria dels Estats Units d'Amèrica                 | Geosíncrona                                                    | Comunicacions                                        | En òrbita                                           | Operacional                                         |
| 21 d'octubre 05:52   | Ucraïna - Zenit-3SL | Ucraïna - Zenit-3SL                                     | Noruega - Ocean Odyssey                                        | Noruega - Ocean Odyssey                              | Nacions Unides - Sea Launch                         | Nacions Unides - Sea Launch                         |
| 21 d'octubre 05:52   | Emirats Àrabs Units - Thuraya 1 | Thuraya                                                 | Operacional: Geosychronous Actual: Cementiri                   | Comunicacions                                        | En òrbita                                           | Reeixit                                             |
| 21 d'octubre 05:52   | El Thuraya 1 es va retirar el de maig 2007 |                                                         |                                                                |                                                      |                                                     |                                                     |
| 21 d'octubre 22:00   | Rússia - Proton-K/DM-2M | Rússia - Proton-K/DM-2M                                 | Kazakhstan - Baikonur Site 81/23                               | Kazakhstan - Baikonur Site 81/23                     | Rússia Estats Units - International Launch Services | Rússia Estats Units - International Launch Services |
| 21 d'octubre 22:00   | Estats Units - GE 6 | GE Americom                                             | Geosíncrona                                                    | Comunicacions                                        | En òrbita                                           | Operacional                                         |
| 29 d'octubre 05:59   | Europa - Ariane 4 44LP | Europa - Ariane 4 44LP                                  | França - Kourou ELA-2                                          | França - Kourou ELA-2                                | França - Arianespace                                | França - Arianespace                                |
| 29 d'octubre 05:59   | EuropeStar F1 | EuropeStar                                              | Geosíncrona                                                    | Comunicacions                                        | En òrbita                                           | Operacional                                         |
| 29 d'octubre 05:59   | 100th Ariane 4 launch |                                                         |                                                                |                                                      |                                                     |                                                     |
| 30 d'octubre 16:02   | Xina - Long March 3A | Xina - Long March 3A                                    | Xina - Xichang LC-2                                            | Xina - Xichang LC-2                                  | Xina                                                | Xina                                                |
| 30 d'octubre 16:02   | Xina - Beidou 1A | CNSA                                                    | Geosíncrona                                                    | Navegació                                            | En òrbita                                           | Operacional                                         |
| 31 d'octubre 07:52   | Rússia - Soiuz-U | Rússia - Soiuz-U                                        | Kazakhstan - Baikonur Site 1/5                                 | Kazakhstan - Baikonur Site 1/5                       | Rússia - Roskosmos                                  | Rússia - Roskosmos                                  |
| 31 d'octubre 07:52   | Rússia - Soiuz TM-31 | Roskosmos                                               | Òrbita baixa (ISS)                                             | ISS Expedition 1                                     | 5 de juny 2001 05:41                                | Reeixit                                             |
| 31 d'octubre 07:52   | Vol espacial orbital tripulat amb tres cosmonautes |                                                         |                                                                |                                                      |                                                     |                                                     |
| Novembre             | |                                                         |                                                                |                                                      |                                                     |                                                     |
| 10 de novembre 17:14 | Estats Units - Delta II 7925-9.5 | Estats Units - Delta II 7925-9.5                        | Estats Units - Cape Canaveral SLC-17A                          | Estats Units - Cape Canaveral SLC-17A                | Estats Units - Boeing IDS                           | Estats Units - Boeing IDS                           |
| 10 de novembre 17:14 | Estats Units - USA-154 (GPS IIR-6) | Força Aèria dels Estats Units d'Amèrica                 | Òrbita mitjana                                                 | Navegació                                            | En òrbita                                           | Operacional                                         |
| 16 de novembre 01:07 | Europa - Ariane 5G | Europa - Ariane 5G                                      | França - Kourou ELA-3                                          | França - Kourou ELA-3                                | França - Arianespace                                | França - Arianespace                                |
| 16 de novembre 01:07 | Estats Units - PAS-1R | PanAmSat                                                | Geosíncrona                                                    | Comunicacions                                        | En òrbita                                           | Operacional                                         |
| 16 de novembre 01:07 | Estats Units - AMSAT-Oscar 40 | AMSAT                                                   | Òrbita alta                                                    | Comunicacions                                        | En òrbita                                           | Operacional                                         |
| 16 de novembre 01:07 | Regne Unit - STRV-1C | DERA                                                    | Transferència geoestacionària                                  | Desenvolupament tecnològic                           | En òrbita                                           | Operacional                                         |
| 16 de novembre 01:07 | Regne Unit - STRV-1D | DERA                                                    | Transferència geoestacionària                                  | Desenvolupament tecnològic                           | En òrbita                                           | Operacional                                         |
| 16 de novembre 01:32 | Rússia - Soiuz-U | Rússia - Soiuz-U                                        | Kazakhstan - Baikonur Site 1/5                                 | Kazakhstan - Baikonur Site 1/5                       | Rússia - Roskosmos                                  | Rússia - Roskosmos                                  |
| 16 de novembre 01:32 | Rússia - Progress M1-4 | Roskosmos                                               | Òrbita baixa (ISS)                                             | Logística                                            | 8 de febrer 2001 13:50                              | Reeixit                                             |
| 16 de novembre 01:32 | Vol de la ISS 2P |                                                         |                                                                |                                                      |                                                     |                                                     |
| 20 de novembre 23:00 | Rússia - Kosmos-3M | Rússia - Kosmos-3M                                      | Rússia - Plesetsk Site 132/1                                   | Rússia - Plesetsk Site 132/1                         | Rússia                                              | Rússia                                              |
| 20 de novembre 23:00 | Estats Units - Quick Bird 1 | EarthWatch                                              | Destinat: Òrbita baixa                                         | Imatgeria de la Terra                                | 21 de novembre ~ 00:30                              | Error de llançament                                 |
| 20 de novembre 23:00 | La segona etapa va fallar en reiniciar-se |                                                         |                                                                |                                                      |                                                     |                                                     |
| 21 de novembre 18:24 | Estats Units - Delta II 7320-10 | Estats Units - Delta II 7320-10                         | Estats Units - Vandenberg SLC-2W                               | Estats Units - Vandenberg SLC-2W                     | Estats Units - Boeing IDS                           | Estats Units - Boeing IDS                           |
| 21 de novembre 18:24 | Estats Units - Earth Observing-1 | NASA                                                    | Òrbita baixa                                                   | Desenvolupament tecnològic                           | En òrbita                                           | Operacional                                         |
| 21 de novembre 18:24 | Argentina - SAC-C | CONAE                                                   | Òrbita baixa                                                   | Observació de la Terra                               | En òrbita                                           | Operacional                                         |
| 21 de novembre 18:24 | Suècia - Munin | SISP                                                    | Òrbita baixa                                                   | Detecció de partícules Observació d'aurores          | En òrbita                                           | Operacional                                         |
| 21 de novembre 23:56 | Europa - Ariane 4 44L | Europa - Ariane 4 44L                                   | França - Kourou ELA-2                                          | França - Kourou ELA-2                                | França - Arianespace                                | França - Arianespace                                |
| 21 de novembre 23:56 | Canadà - Anik F1 | Telesat                                                 | Geosíncrona                                                    | Comunicacions                                        | En òrbita                                           | Operacional                                         |
| 30 de novembre 19:59 | Rússia - Proton-K/DM-2M | Rússia - Proton-K/DM-2M                                 | Kazakhstan - Baikonur Site 81/23                               | Kazakhstan - Baikonur Site 81/23                     | Rússia Estats Units - International Launch Services | Rússia Estats Units - International Launch Services |
| 30 de novembre 19:59 | Estats Units - Radiosat 3 | Sirius                                                  | Tundra                                                         | Comunicacions                                        | En òrbita                                           | Operacional                                         |
| Desembre             | |                                                         |                                                                |                                                      |                                                     |                                                     |
| 1 de desembre 03:06  | Estats Units - Endeavour | Estats Units - Endeavour                                | Estats Units - Kennedy LC-39A                                  | Estats Units - Kennedy LC-39A                        | Estats Units - United Space Alliance                | Estats Units - United Space Alliance                |
| 1 de desembre 03:06  | Estats Units - STS-97 | NASA                                                    | Òrbita baixa (ISS)                                             | Acoblament de la ISS                                 | 11 de desembre 23:03                                | Reeixit                                             |
| 1 de desembre 03:06  | Nacions Unides - P6 Truss | NASA                                                    | Òrbita baixa (ISS)                                             | Component de la ISS (Estació espacial internacional) | En òrbita                                           | Operacional                                         |
| 1 de desembre 03:06  | Vol espacial orbital tripulat amb cinc astronautes |                                                         |                                                                |                                                      |                                                     |                                                     |
| 5 de desembre 12:32  | Rússia - Start-1 | Rússia - Start-1                                        | Rússia - Svobodni Site 5                                       | Rússia - Svobodni Site 5                             | Rússia                                              | Rússia                                              |
| 5 de desembre 12:32  | Israel - EROS-A | Imagesat                                                | Òrbita baixa                                                   | Observació de la Terra                               | En òrbita                                           | Operacional                                         |
| 6 de desembre 02:47  | Estats Units - Atlas IIAS | Estats Units - Atlas IIAS                               | Estats Units - Cape Canaveral SLC-36A                          | Estats Units - Cape Canaveral SLC-36A                | Estats Units                                        | Estats Units                                        |
| 6 de desembre 02:47  | Estats Units - USA-155 (SDS-3-2) | Força Aèria dels Estats Units d'Amèrica                 | Geosíncrona                                                    | Comunicacions                                        | En òrbita                                           | Operacional                                         |
| 6 de desembre 02:47  | NRO L-10 |                                                         |                                                                |                                                      |                                                     |                                                     |
| 20 de desembre 00:26 | Europa - Ariane 5G | Europa - Ariane 5G                                      | França - Kourou ELA-3                                          | França - Kourou ELA-3                                | França - Arianespace                                | França - Arianespace                                |
| 20 de desembre 00:26 | Luxemburg - Astra 2D | SES                                                     | Geosíncrona                                                    | Comunicacions                                        | En òrbita                                           | Operacional                                         |
| 20 de desembre 00:26 | Estats Units - GE 8 | GE Americom                                             | Geosíncrona                                                    | Comunicacions                                        | En òrbita                                           | Operacional                                         |
| 20 de desembre 00:26 | Japó - LDREX | NASDA                                                   | Transferència geoestacionària                                  | Desenvolupament tecnològic                           | 21 de març 2010 03:40                               | Error                                               |
| 20 de desembre 00:26 | El LDREX no es va poder desplegar |                                                         |                                                                |                                                      |                                                     |                                                     |
| 20 de desembre 16:20 | Xina - Long March 3A | Xina - Long March 3A                                    | Xina - Xichang LC-2                                            | Xina - Xichang LC-2                                  | Xina                                                | Xina                                                |
| 20 de desembre 16:20 | Xina - Beidou 1B | CNSA                                                    | Geosíncrona                                                    | Navegació                                            | En òrbita                                           | Operacional                                         |
| 27 de desembre 09:56 | Ucraïna - Tsyklon-3 | Ucraïna - Tsyklon-3                                     | Rússia - Plesetsk Site 32/1                                    | Rússia - Plesetsk Site 32/1                          | Rússia                                              | Rússia                                              |
| 27 de desembre 09:56 | Rússia - Gonets-D1 | Rosaviakosmos                                           | Destinat: Òrbita baixa                                         | Comunicacions                                        | 27 de desembre                                      | Error de llançament                                 |
| 27 de desembre 09:56 | Rússia - Gonets-D1 | Rosaviakosmos                                           | Destinat: Òrbita baixa                                         | Comunicacions                                        | 27 de desembre                                      | Error de llançament                                 |
| 27 de desembre 09:56 | Rússia - Gonets-D1 | Rosaviakosmos                                           | Destinat: Òrbita baixa                                         | Comunicacions                                        | 27 de desembre                                      | Error de llançament                                 |
| 27 de desembre 09:56 | Rússia - Strela-3 |                                                         | Destinat: Òrbita baixa                                         | Comunicacions                                        | 27 de desembre                                      | Error de llançament                                 |
| 27 de desembre 09:56 | Rússia - Strela-3 |                                                         | Destinat: Òrbita baixa                                         | Comunicacions                                        | 27 de desembre                                      | Error de llançament                                 |
| 27 de desembre 09:56 | Rússia - Strela-3 |                                                         | Destinat: Òrbita baixa                                         | Comunicacions                                        | 27 de desembre                                      | Error de llançament                                 |
| 27 de desembre 09:56 | Problema en la tercera etapa |                                                         |                                                                |                                                      |                                                     |                                                     |

## Encontres espacials
| Data (GMT)     | Nau espacial | Esdeveniment                     | Comentaris               |
| -------------- | ------------ | -------------------------------- | ------------------------ |
| 3 de gener     | Galileo      | 12è sobrevol d'Europa            |                          |
| 23 de gener    | Cassini      | Sobrevol de 2685 Masursky        |                          |
| 14 de febrer   | NEAR         | Inserció de l'òrbita de 433 Eros |                          |
| 22 de febrer   | Galileo      | 3r sobrevol d'Ió                 |                          |
| 20 de maig     | Galileo      | 5è sobrevol de Ganimedes         |                          |
| 28 de desembre | Galileo      | 6è sobrevol de Ganimedes         |                          |
| 30 de desembre | Cassini      | Sobrevol de Júpiter              | Assistència gravitatòria |

## EVAs
| Inici data/hora      | Duració           | Hora Finalització   | Nau espacial                                | Tripulació                                                         | Funció | Comentaris                                           |
| -------------------- | ----------------- | ------------------- | ------------------------------------------- | ------------------------------------------------------------------ | --- | ---------------------------------------------------- |
| 12 de maig 10:44     | 5 hores 3 minuts  | 15:47               | Mir EO-28 Kvant-2                           | Rússia - Serguei Zaliotin · Rússia - Aleksandr Kaleri              | Provat un segellador de fuites i inspeccionat un panell solar avariat a Kvant-1. Es va fer durant un panorama d'inspecció, un últim registre fotogràfic de les superfícies exteriors de la Mir. | EVA final dut a terme des de l'estació espacial Mir. |
| 22 de maig 01:48     | 6 hores 44 minuts | 08:32               | STS-101 ISS Transbordador espacial Atlantis | Estats Units - James S. Voss · Estats Units - Jeffrey Williams     | Inspeccionat i assegurat el Orbital Replacement Unit Transfer Device, es va completar el muntatge de la grua de càrrega Strela, i se substitueix una de les Unity' - Dues antenes de comunicació antigues. |                                                      |
| 11 de setembre 04:47 | 6 hores 14 minuts | 11:01               | STS-106 ISS Atlantis                        | Estats Units - Edward Lu · Rússia - Iuri Malentxenko               | El cablejat adjunt que integra el mòdul Zvezda plenament amb la resta de la ISS, per a construir-lo i s'hi adjunta un magnetòmetre que serveix com una còpia de seguretat del sistema de navegació per a l'estació. |                                                      |
| 15 d'octubre 14:27   | 6 hores 28 minuts | 20:55               | STS-92 ISS Transbordador espacial Discovery | Estats Units - Leroy Chiao · Estats Units - William S. McArthur    | Connectat dos jocs de cables per proporcionar energia als escalfadors i conductes situats al Z1 truss, reubicat dos conjunts d'antenes de comunicació, i s'instal·la una caixa d'eines per al seu ús durant la construcció futura en l'òrbita.                                                                                               |                                                      |
| 16 d'octubre 14:15   | 7 hores 7 minuts  | 21:22               | STS-92 ISS Discovery                        | Estats Units - Michael Lopez-Alegria · Estats Units - Peter Wisoff | S'instal·la el port d'acoblament PMA-3, i es va preparar la carcassa Z1 per a la instal·lació dels panells solars. |                                                      |
| 17 d'octubre 14:30   | 6 hores 48 minuts | 21:18               | STS-92 ISS Discovery                        | Estats Units - Leroy Chiao · Estats Units - William S. McArthur    | Instal·lades dues unitats convertidors de DC a DC al final del Z1. |                                                      |
| 18 d'octubre 15:00   | 6 hores 56 minuts | 21:56               | STS-92 ISS Discovery                        | Estats Units - Michael Lopez-Alegria · Estats Units - Peter Wisoff | Eliminada una fisura de l'armadura del Z1, es va desplegar una safata d'eines del Z1, el Manual Berthing Mechanism del Z1 es va obrir, i es demostra les habilitats del paquet de SAFER. |                                                      |
| 3 de desembre 18:35  | 7 hores 33 minuts | 4 de desembre 02:08 | STS-97 ISS Transbordador espacial Endeavour | Estats Units - Joseph R. Tanner · Estats Units - Carlos I. Noriega | S'instal·la l'armadura P6 a l'Armadura del Z1, i es van preparar els panells solars i el radiador per a la implementació. |                                                      |
| 5 de desembre 17:21  | 6 hores 37 minuts | 23:58               | STS-97 ISS Endeavour                        | Estats Units - Joseph R. Tanner · Estats Units - Carlos I. Noriega | Configurada l'estació espacial per utilitzar l'energia del P6. Posicionada l'antena de banda S per l'ús de l'estació espacial. Preparada l'estació per l'arribada del mòdul Destiny. |                                                      |
| 7 de desembre 16:13  | 5 hores 10 minuts | 21:23               | STS-97 ISS Endeavour                        | Estats Units - Joseph R. Tanner · Estats Units - Carlos I. Noriega | Posicionat una sonda flotant potencial per mesurar el camp de plasma que envolta l'estació espacial, treball realitzat en reparacions per augmentar la tensió en les mantes solars d'estribord de la matriu que no s'estenen completament durant el desplegament, i instal·lat un cable de la càmera de fora de la línia central node Unity. |                                                      |